# آلفونسو اوبرگون
آلفونسو اوبرگون (انگلیسی: Alfonso Obregón؛ زادهٔ ۱۲ مهٔ ۱۹۷۲) یک بازیکن فوتبال اهل اکوادور است.
وی همچنین در تیم ملی فوتبال اکوادور بازی کرده، و عضو این تیم در جام جهانی فوتبال ۲۰۰۲ بوده است.